# City Girls
City Girls war ein US-amerikanisches Hip-Hop-Duo aus Miami, Florida, bestehend aus Yung Miami (Caresha Romeka Brownlee, * 1994) und JT (Jatavia Shakara Johnson, * 1992).

## Bandgeschichte
Die beiden Bandmitglieder Yung Miami und JT wuchsen in Miami auf und lernten sich in ihrer Jugend dort kennen. Vor ihrer Hip-Hop-Karriere als Teil der City Girls war Yung Miami als Fashion-Influencerin auf der Social-Media-Plattform Instagram aktiv.
Nach ihrer Gründung nahmen die City Girls im Jahr 2017 ihren ersten Song Fuck Dat Nigga auf, welcher ein Sample des Liedes My Neck, My Back (Lick It) von der ebenfalls aus Florida stammenden Sängerin Khia enthält. Durch starke Promotion wurde der Song online innerhalb kurzer Zeit bereits hunderttausendfach gestreamt.
Die Gruppe schloss daraufhin einen Plattenvertrag mit dem vor allem durch das Hip-Hip-Trio Migos bekannten Label Quality Control ab. Ende 2017 wurde Fuck Dat Nigga auf der ersten Compilation des Labels, Quality Control: Control The Streets, Volume 1, veröffentlicht. Im Januar 2018 folgte dann die offizielle Singleauskopplung mit Musikvideo.
Im Mai 2018 veröffentlichten die City Girls ihr erstes Mixtape Period, welches von der Musikzeitschrift Rolling Stone auf Platz 26 der besten Hip-Hop-Alben des Jahres 2018 gerankt wurde.
Kurz nach dessen Veröffentlichung wurde JT aufgrund von Identitätsdiebstahl inhaftiert. Sie wurde im Juni 2018 zu 24 Monaten Haft verurteilt. In dieser Zeit promotete Yung Miami aber weiterhin die Musik der Gruppe und veröffentlichte im August 2018 eine Kurzdokumentation über die City Girls.
Der im Juli 2018 erschienenen Single In My Feelings von Drake steuern die City Girls Gastvocals bei, sind jedoch nicht als offizielles Feature angegeben. Ihr Debütalbum Girl Code erschien im November 2018, von dem die beiden Singles Twerk und Act Up die Top 30 der Billboard Hot 100 erreichten.
Im September 2019 fielen in Miami Schüsse auf das Auto, in dem sich die zu dem Zeitpunkt von dem Hip-Hop-Produzenten Southside schwangere Yung Miami befand. Sie blieb dabei unverletzt, die Täter sind nicht bekannt. In der Woche zuvor veröffentlichte ihr Ex-Freund, der Rapper Kodak Black, einen Diss-Track, in dem er ihr u. a. drohte, ihr in den Bauch zu treten. Wenige Tage später richtete sich Kodak Black jedoch in einem Instagram-Post an Southside, in dem er sich für den Diss-Track entschuldigte und ihm mit Yung Miami und ihrem Kind ein erfolgreiches Leben wünschte.
Im Oktober 2019 wurde JT vorzeitig aus der Haft entlassen. In einem Interview bei dem Apple-Music-Radiosender Beats 1 verriet Yung Miami, dass das Duo ein neues Studioalbum für Frühjahr 2020 plane.

## Diskografie

### Studioalben
| Jahr | Titel Musiklabel                                 | Höchstplatzierung, Gesamtwochen, AuszeichnungChartsChartplatzierungen (Jahr, Titel, Musiklabel, Platzierungen, Wochen, Auszeichnungen, Anmerkungen) | Anmerkungen                             |
| Jahr | Titel Musiklabel                                 | US | Anmerkungen                             |
| ---- | ------------------------------------------------ | --- | --------------------------------------- |
| 2018 | Girl Code Quality Control Music, Motown, Capitol | US55 (30 Wo.)US | Erstveröffentlichung: 16. November 2018 |
| 2020 | City on Lock Quality Control Music, Motown       | US29 (11 Wo.)US | Erstveröffentlichung: 20. Juni 2020     |
| 2023 | RAW Quality Control Music, Motown, Universal     | US117 (1 Wo.)US | Erstveröffentlichung: 20. Oktober 2023  |

### Mixtapes
- 2018: Period (Quality Control Music)

### Singles als Leadmusiker
| Jahr | Titel Album      | Höchstplatzierung, Gesamtwochen, AuszeichnungChartplatzierungen (Jahr, Titel, Album, Platzierungen, Wochen, Auszeichnungen, Anmerkungen) | Höchstplatzierung, Gesamtwochen, AuszeichnungChartplatzierungen (Jahr, Titel, Album, Platzierungen, Wochen, Auszeichnungen, Anmerkungen) | Anmerkungen                                                               |
| Jahr | Titel Album      | UK | US | Anmerkungen                                                               |
| ---- | ---------------- | --- | --- | ------------------------------------------------------------------------- |
| 2019 | Twerk Girl Code  | — | US29 Platin · (13 Wo.)US | Erstveröffentlichung: 8. Januar 2019 Verkäufe: + 1.000.000; feat. Cardi B |
| 2019 | Act Up Girl Code | UK— SilberUK | US26 ×3Dreifachplatin · (21 Wo.)US | Erstveröffentlichung: 3. April 2019 Verkäufe: + 3.200.000                 |
| 2021 | Twerkulator –    | — | US51 Gold · (9 Wo.)US | Erstveröffentlichung: 21. Mai 2021 Verkäufe: + 500.000                    |
| 2022 | Good Love RAW    | — | US70 (1 Wo.)US | Erstveröffentlichung: 1. Juli 2022 feat. Usher                            |

Weitere Singles
- 2017: Fuck Dat Nigga
- 2018: Where the Bag At
- 2018: In My Feelings (Remix) (mit Drake)
- 2019: Bounce (mit Samantha Jade)
- 2019: JT First Day Out
- 2019: You Tried It
- 2019: Melanin (mit Ciara, Lupita Nyongo, Lala Anthony & Ester Dean)
- 2020: Pussy Talk (US: Platin)
- 2020: Jobs (US: Gold)

### Singles als Gastmusiker
| Jahr | Titel Album                                  | Höchstplatzierung, Gesamtwochen, AuszeichnungChartplatzierungen (Jahr, Titel, Album, Platzierungen, Wochen, Auszeichnungen, Anmerkungen) | Höchstplatzierung, Gesamtwochen, AuszeichnungChartplatzierungen (Jahr, Titel, Album, Platzierungen, Wochen, Auszeichnungen, Anmerkungen) | Anmerkungen |
| Jahr | Titel Album                                  | UK | US | Anmerkungen |
| --- | -------------------------------------------- | --- | --- | --- |
| 2019 | Leave Em Alone Control the Streets, Volume 2 | UK— SilberUK | US60 Platin · (15 Wo.)US | Erstveröffentlichung: 29. Mai 2019 Verkäufe: + 1.200.000; Layton Greene & Lil Baby feat. City Girls & PnB Rock |
| Folgende Lieder erschienen nicht als Single, wurden aber durch das Album zum Download und Streaming bereitgestellt und konnten somit eine Platzierung erlangen: |                                              | | | |
| |                                              | | | |
| 2020 | Do It on the Tip Good News                   | — | US92 (1 Wo.)US | Charteinstieg: 5. Dezember 2020 Megan Thee Stallion feat. City Girls & Hot Girl Meg                            |

Weitere Gastbeiträge
- 2018: Yung and Bhad (Bhad Bhabie feat. City Girls)
- 2019: Perfect (Cousin Stizz feat. City Girls; US: Gold)
- 2019: Wiggle It (French Montana feat. City Girls; US: Gold)
- 2019: Fuck It Up (YBN Nahmir feat. City Girls & Tyga)

## Auszeichnungen für Musikverkäufe
| Goldene Schallplatte - Vereinigte Staaten - 2020: für das Lied A&T |

Anmerkung: Auszeichnungen in Ländern aus den Charttabellen bzw. Chartboxen sind in ebendiesen zu finden.
| Land/RegionAuszeichnungen für Musikverkäufe (Land/Region, Auszeichnungen, Verkäufe, Quellen) | Silber     | Gold     | Platin     | Verkäufe  | Quellen   |
| -------------------------------------------------------------------------------------------- | ---------- | -------- | ---------- | --------- | --------- |
| Vereinigte Staaten (RIAA)                                                                    | —          | 6× Gold6 | 6× Platin6 | 9.000.000 | riaa.com  |
| Vereinigtes Königreich (BPI)                                                                 | 2× Silber2 | —        | —          | 400.000   | bpi.co.uk |
| Insgesamt                                                                                    | 2× Silber2 | 6× Gold6 | 6× Platin6 |           |           |

## Auszeichnungen
BET Social Awards
- 2019: "Issa Wave Award"[12]

Variety’s Hitmakers Awards
- 2021: "The Future Is Female Award"[13]